# Douville-sur-Andelle
Douville-sur-Andelle är en kommun i departementet Eure i regionen Normandie i norra Frankrike. Kommunen ligger i kantonen Fleury-sur-Andelle som tillhör arrondissementet Les Andelys. År 2022 hade Douville-sur-Andelle 414 invånare.

## Befolkningsutveckling
Antalet invånare i kommunen Douville-sur-Andelle
Referens:INSEE